# Matt Wagner
Matt Wagner (9 de octubre de 1961, Pensilvania) es un historietista estadounidense cuyas obras más conocidas son Grendel y Mage.

## Biografía
Matt Wagner nació en Pensilvania en territorio amish aunque vivían alejados del resto de casas.
Desde la edad de cinco años quiso ser dibujante de cómics. Veía muy poco la televisión porque se pasaba la mayor parte del tiempo dibujando, además, su madre, que era profesora le hacía leer mucho, aunque fueran historietas.
Comenzó yendo a la universidad de James Madison University donde realizó una tira cómica para el periódico universitario una o dos veces a la semana llamada “Our hero” (nuestro héroe), además ilustraba los artículos que no tenían fotos. 

Después se trasladó a Filadelfia donde estudió Bellas Artes.
Está casado con Barbara Schutz, la hermana de su editora en Grendel, Diana Schutz.

## Carrera
En enero de 1982 lanzó Grendel, un cómic de creación propia, a través de Comico, una editorial independiente formada por antiguos excompañeros suyos de universidad.
Paralelamente a esta serie publicó el primer volumen de Mage, “The Hero Discovered”, una historia con toques autobiográficos, desde 1984 hasta 1986. Matt Wagner dijo que no estaba preparado para la clase de esfuerzo que supone la creación de una historieta así, pero que el esfuerzo mereció la pena y aprendió mucho en el proceso.
Mientras trabajaba en Mage trabajó por primera vez para DC Comics con el personaje Etrigan, aunque posteriormente confesó que no estaba preparado para dibujar un cómic para una editorial grande aún.
Poco antes de comenzar el segundo volumen de Mage, Comico entró en bancarrota debido a la mala gestión por parte de los propietarios según palabras del propio Matt Wagner, y acabaron cerrando la editorial, en este proceso Matt Wagner perdió los derechos de sus personajes y tuve que dibujar otras historietas aunque posteriormente recuperó judicialmente los derechos.
Enfadado por haber perdido los derechos de sus personajes, dibujó unas historietas llamadas The Aerialist a través de Dark Horse Comics, unas historietas muy controvertidas que rompían un tabú tras otro (homosexualidad, drogas, etc.). La historia se quedó inconclusa cuando recuperó los derechos de sus personajes y pudo seguir trabajando en ellos. En la ComicCon de 2007 con ocasión del veinticinco aniversario de Grendel confirmó que no tenía interés en seguir con esa historia aunque dijo que únicamente quedaría por publicar la última parte de la trilogía.
Después trabajó con otros personajes como Terminator, Sandman Mystery Theatre, Tarzán, Batman. Volvió a trabajar con el personaje Grendel como guionista y publicó en 1997 el segundo volumen de Mage, “The Hero Defined”, de carácter todavía más autobiográfico.
Después de esto ha seguido trabajando para DC con personajes como Superman, Wonder Woman, Madame Xanadu y Doctor Mid-Nite, para Marvel Comics con Ultimate Marvel Team-Up, y para editoriales independientes como Dynamite Entertainment con personajes como el Zorro y Green Hornet.
Con ocasión del veinticinco aniversario de Grendel, en 2007, se reimprimieron los viejos números y volvió a salir una colección, escrita y dibujada por Matt Wagner, llamada “Behold the Devil” además de publicarse material relacionado con Grendel.
Además también ha sido portadista de la serie Green Arrow escrita por Kevin Smith.

## Estilo creativo
Matt Wagner dice que su manera de trabajar depende de qué esté realizando. Explica que cuando trabaja con personajes de otras compañías, si dibuja recibe un guion explicando lo que tiene que dibujar y si guioniza él, realiza una historia que debe ser aprobada previamente. Cuando guioniza para Grendel trata de realizar guiones que aprovechen los puntos fuertes del dibujante.
En cambio con Mage es completamente distinto, lo describe como una experiencia Zen, no escribe ninguna clase de guion, simplemente se pone delante de una hoja en blanco y comienza a dibujar hacia donde le lleve la historia.

## Premios
Ha recibido tres premios importantes a lo largo de su carrera:
- Premio Eisner 1993, Estados Unidos, mejor serie limitada por “Grendel: War Child”.[2]
- Premio Eisner 1999, mejor antología por “Grendel: Black, White and Red”.[2]
- Premio Eisner 1999, mejor historia corta por “Devil’s Advocate” dentro de “Grendel: Black, White and Red”.[2]